# Scindapsus falcifolius
Scindapsus falcifolius  Engl. – gatunek wieloletnich, wiecznie zielonych pnączy z rodziny obrazkowatych, pochodzących z Celebes.